# Tokai Gakki
Tokai Gakki Co., Ltd. (東海楽器製造株式会社, Tōkai Gakki Seizō Kabushiki-gaisha), comumente referida como Tokai Guitars Company Ltd., é uma fabricante de guitarras japonesa fundada em 1947 e situada na cidade de Hamamatsu, Shizuoka prefecture. A Tokai produziu guitarras acústicas, guitarras elétricas, baixos, autoharps, e melodicas. A Tokai inicialmente fabricava guitarras clássicas em 1965 e começou a fabricar guitarras elétricas modelo Hummingbird em 1968, e guitarras acacústicas modelo Hummingbird em 1970.

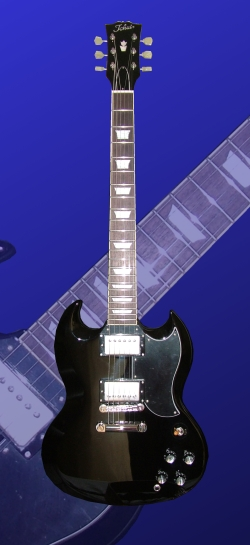
Uma Tokai SG-60 Japonesa

A Tokai também fez uma linha acústica introdutória original Guitarras Conn, e cópias acústicas da Gibson e Martin. No final dos anos 70, a companhia Tokai sob contrato da Conn, sediada em Oak Brook, Illinois, lançou uma nova linha única de guitarras carregando o nome Conn. É sabido que esse empreendimento continuou até, pelo menos, o começo de 1973 (História das guitarras Conn). Em 1972 a Tokai entrou em um empreendimento conjunto com a Martin para fornecer partes de guitarras acústicas e também pra fabricar as guitarras sólidas Sigma da Martin. Em 1973 a Tokai começou a fabricar as cópias "Cat's Eyes" acústicas da Martin. No final dos anos 70 as primeiras cópias Fender iniciaram e foram vendidas principalmente no Japão e Europa, como a guitarra ".38 Special" e o baixo "Hard Puncher". Em 1983 a Tokai começou a fabricar uma guitarra com corpo em metal chamada de Talbo que a banda Devo tocou uma vez. A Tokai fabricou vários modelos cópia de Gibson e Fender ao longo dos anos, como o "modelo Love Rock", o "Les Paul Reborn", o "Springy Sound", e o "BreezySound".
O modelo "Les Paul Reborn" da Tokai iniciou em 1978 e por 1980 a Tokai mudou o nome de "Les Paul Reborn" primeiro para "Reborn Old" e depois para "Love Rock Model". Essa atitude foi em resposta a ameaças das companhias americanas para ir à corte para proteger seus direitos autorais. Desse modo, esses modelos ficaram conhecidos genericamente como "Lawsuit Guitars" (Guitarras da Ação Judicial). A Tokai também fabricou cópias Fender iniciando em 1977 e Stevie Ray Vaughan tocou uma "Tokai Springy Sound" cópia da Stratocaster uma vez. Essa guitarra foi ajustada para captadores lipstick e pode ser vista na capa do seu segundo álbum de estúdio Couldn't Stand the Weather. A Tokai possui sua própria fábrica de instrumentos e tem feito guitarras para marcas bem conhecidas (OEM). A Tokai e a Dyna Gakki atualmente fabricam os modelos de guitarras sólidas da Fender Japan, o que tem feito desde 1997.

## Características
O preço original em Ienes japoneses é comumente incluso no número do modelo, por exemplo, TLS-100 = 100,000 ienes japoneses. As cópias Gibson da Tokai de preços mais altos possuem acabamento em nitrocelulose e junções de braço modelo long tenon. As guitarras Tokai tem sido fabricadas no Japão, Coréia e China. A produção coreana iniciou em meados dos anos 90. As guitarras Tokai feitas na Coréia (MIK) são de menor custo, similares às guitarras Epiphone coreanas. As guitarras MIK (Made in Korea) podem ser diferenciadas pela tampa do tensor. Guitarras japonesas possuem uma tampa de tensor de dois parafusos enquanto as coreanas possuem uma tampa com três parafusos (apesar de algumas das primeiras guitarras coreanas também possuírem tampa de tensor de dois parafusos). As guitarras MIK usualmente possuem uma ponte Tune-o-matic/Nashville ao invés da usual ponte ABR-1. Além disso, guitarras cópias da Gibson MIK usualmente possuem braço em maple, e a madeira do corpo costuma ser tanto de alder, agathis ou nato.

## Números de série
A Tokai usa um número de série de sete dígitos comumente impresso na traseira do headstock para os modelos cópia da Gibson. As Love Rocks usam o primeiro dígito do número de série para o ano, 10XXXXX=1981, e iniciando em 1989 as Love Rocks usam os primeiros dois dígitos para o ano, 89XXXXX=1989. Modelos Reborn usam apenas o primeiro dígito para o ano, 800XXXX = 1978.
Há uma grande exceção para essas regras, pois algumas "Reborn Olds" (muito raras) e modelos "Love Rock" possuem números de série em tinta no lado oposto do headstock (geralmente referidas como "Inkies"). Essas guitarras são, e isto é geralmente aceito, de 1980 (00xxxxx e 01xxxxx) e 1981 (11xxxxx), apesar de alguns não concordarem com isso.
Também parece que algumas das "Les Paul Reborns" originais de 1978 possuem números de série em tinta.
Alguns modelos Love Rock MIK não possuem número de série, e posuem a simples estampa "Made In Korea" em tinta na traseira do headstock. Às vezes o número do modelo pode estar localizado abaixo do captador da ponte. Modelos Love Rock MIK identificados desta maneira incluem os ALS48 e ALS50Q.
As cópias Fender da Tokai possuem um número de produção no número de série que não contém a informação do ano de fabricação.